# 小行星8177
小行星8177（英語：8177）是一颗围绕太阳公转的小行星。1992年1月28日，上田清二、金田宏在钏路市发现了此天体。
这颗小行星的绝对星等为213.9015583223888等。